# Paulo César Chávez
Paulo César Chávez (Guadalajara, 7 de janeiro de 1976) é um ex-futebolista mexicano que atuava como meia.

## Carreira
Paulo César Chávez integrou a Seleção Mexicana de Futebol na Copa América de 1999.